# تانو (ویرجینیا)
تانو (به انگلیسی: Toano) یک منطقهٔ مسکونی در ایالات متحده آمریکا است که در شهرستان جیمز سیتی، ویرجینیا واقع شده‌است.